# アメリカ合衆国国務長官
アメリカ合衆国国務長官（アメリカがっしゅうこくこくむちょうかん、英語: Secretary of State of the United States）は、アメリカ合衆国の外交を担当する内閣の1人。他国の外務大臣に相当する。大統領が指名し、上院の指名承認公聴会での質疑応答を経た後で、上院本会議にて出席議員の過半数以上の賛成多数をもって就任が承認される。初代国務長官はトーマス・ジェファーソンであった。現職のマルコ・ルビオ（第72代）は2025年1月21日に就任した。日本の外務大臣に相当する。

## 概要

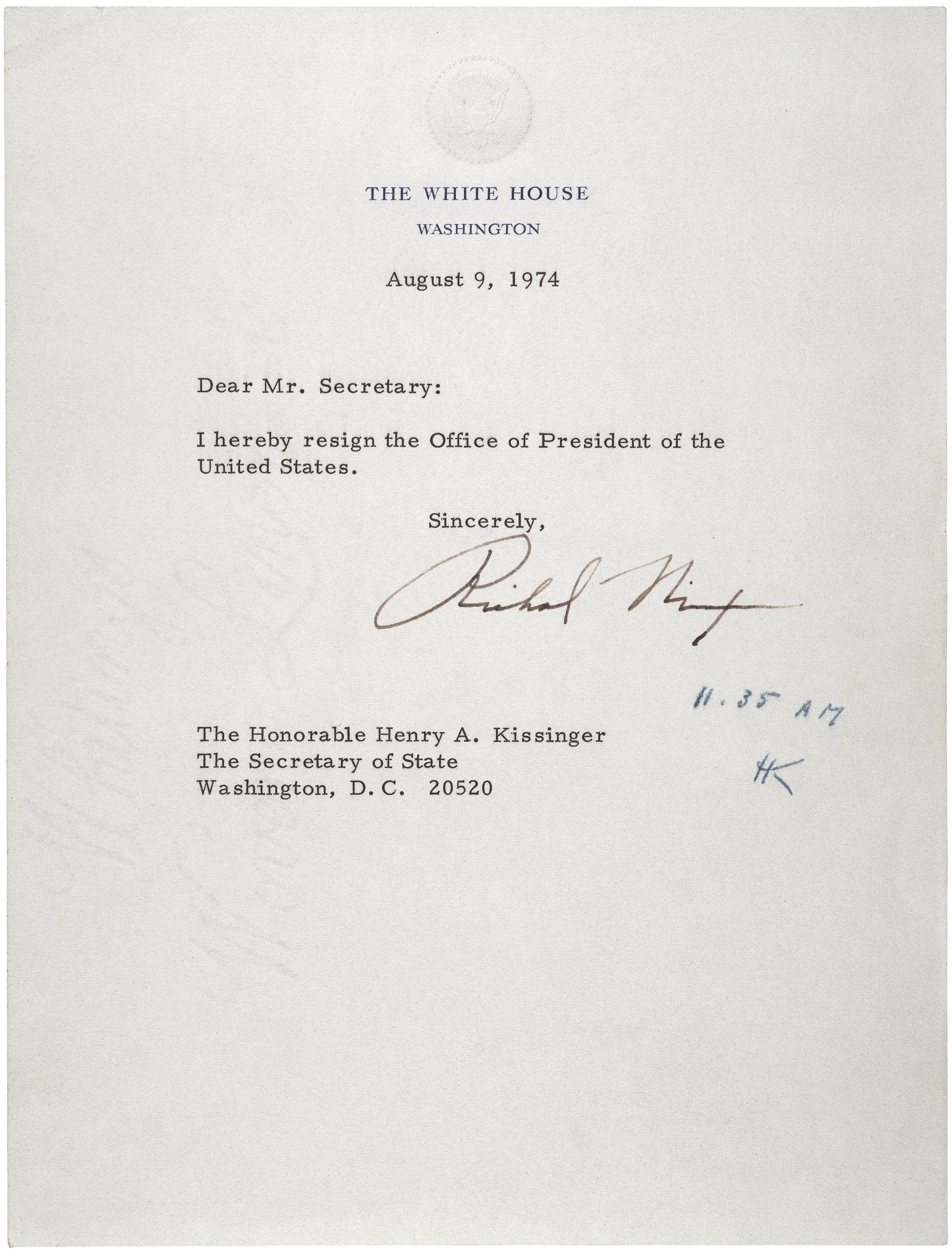
ヘンリー・キッシンジャー国務長官宛てに書かれたリチャード・ニクソンの辞表（1974年8月9日）。

国務長官は国務省の長であり閣僚の一員であるが、諸外国における外相よりも強力な権限を持ち、時には外交のみならず通商・国家行事なども統括することがある。
また連邦政府の首席閣僚であり、憲法第2条第1節の6の規定に基づき制定された大統領権限継承法の定めるところにより、大統領が欠けた場合のアメリカ合衆国大統領の継承順位で副大統領（上院議長を兼務）・下院議長・上院仮議長に次いで第4位に位置付けられており、非国会議員（立法と行政を厳格に分離する大統領制のもとでは、閣僚が議員を兼ねることは無い）のなかでは最上位である。

このため国務長官の地位は、実務的には大統領に次ぐ事実上の行政府ナンバー2に近い扱いである。これによって、政権の支持率までもが左右されることもあるため、当ポストは政権の最重要人事の一つとなっている。1973年にリチャード・ニクソン大統領はベトナム和平交渉を主導し各界から信望を得ていたヘンリー・キッシンジャー国家安全保障問題担当大統領補佐官をアメリカ合衆国国務長官に任命し、政権の浮揚を計っている。キッシンジャーは、この直後にノーベル平和賞を受賞したためこの人事は大成功と思われたが、ニクソン大統領は翌年のウォーターゲート事件によって辞任を余儀無くされる。このとき大統領が辞表を提出したのも、キッシンジャーに対してであった。

## 歴代アメリカ合衆国外務長官 (1781-1789)
| 代 | 肖像 | 名                       | 地元州         | 就任日         | 辞任日        |
| -- | ---- | ------------------------ | -------------- | -------------- | ------------- |
| 1  |      | ロバート・リビングストン | ニューヨーク州 | 1781年10月20日 | 1783年6月4日  |
| 2  |      | ジョン・ジェイ           | ニューヨーク州 | 1783年6月4日   | 1789年3月4日  |
| —  |      | ジョン・ジェイ 代理      | ニューヨーク州 | 1789年7月27日  | 1789年9月15日 |

## 歴代アメリカ合衆国国務長官

### アメリカ合衆国国務長官
| 代 | 長官                                         | 長官                                     | 地元州               | 上院確認投票  | 就任日         | 辞任日                          | 大統領                                    |
| -- | -------------------------------------------- | ---------------------------------------- | -------------------- | ------------- | -------------- | ------------------------------- | ----------------------------------------- |
| —  |                                              | ジョン・ジェイ 代理                      | ニューヨーク州       |               | 1789年9月15日  | 1790年3月22日                   | ジョージ・ワシントン (無所属)             |
| 1  | トーマス・ジェファーソン                     | トーマス・ジェファーソン                 | バージニア州         |               | 1790年3月22日  | 1793年12月31日                  | ジョージ・ワシントン (無所属)             |
| 2  | エドムンド・ランドルフ                       | エドムンド・ランドルフ                   | バージニア州         |               | 1794年1月2日   | 1795年8月20日                   | ジョージ・ワシントン (無所属)             |
| 3  | ティモシー・ピカリング                       | ティモシー・ピカリング                   | ペンシルベニア州     |               | 1795年8月20日  | 1795年12月10日 [B]              | ジョージ・ワシントン (無所属)             |
| 3  | ティモシー・ピカリング                       | ティモシー・ピカリング                   | ペンシルベニア州     |               | 1795年12月10日 | 1797年3月4日                    | ジョージ・ワシントン (無所属)             |
| 3  | ティモシー・ピカリング                       | ティモシー・ピカリング                   | ペンシルベニア州     |               | 1797年3月4日   | 1800年5月12日                   | ジョン・アダムズ (連邦党)                 |
| —  |                                              | チャールズ・リー[C] 代理                 | バージニア州         |               | 1800年5月13日  | 1800年6月5日                    | ジョン・アダムズ (連邦党)                 |
| 4  | ジョン・マーシャル                           | ジョン・マーシャル                       | バージニア州         |               | 1800年6月13日  | 1801年3月4日                    | ジョン・アダムズ (連邦党)                 |
| —  |                                              | リーヴァイ・リンカーン[C] 代理           | マサチューセッツ州   |               | 1801年3月5日   | 1801年5月1日                    | トーマス・ジェファーソン (民主共和党)     |
| 5  | ジェームズ・マディソン                       | ジェームズ・マディソン                   | バージニア州         |               | 1801年5月2日   | 1809年3月3日                    | トーマス・ジェファーソン (民主共和党)     |
| 6  | ロバート・スミス                             | ロバート・スミス                         | メリーランド州       |               | 1809年3月6日   | 1811年4月1日                    | ジェームズ・マディソン (民主共和党)       |
| 7  | ジェームズ・モンロー                         | ジェームズ・モンロー                     | バージニア州         |               | 1811年4月2日   | 1817年3月3日                    | ジェームズ・マディソン (民主共和党)       |
| —  | ジェームズ・モンロー                         | ジョン・グラハム 代理                    | ケンタッキー州       |               | 1817年3月4日   | 1817年3月9日                    | ジェームズ・モンロー (民主共和党)         |
| —  |                                              | リチャード・ラッシュ[C] 代理             | ペンシルベニア州     |               | 1817年3月10日  | 1817年9月22日                   | ジェームズ・モンロー (民主共和党)         |
| 8  | ジョン・クィンシー・アダムズ                 | ジョン・Q・アダムズ                      | マサチューセッツ州   |               | 1817年9月22日  | 1825年3月3日                    | ジェームズ・モンロー (民主共和党)         |
| —  | ジェームズ・モンロー                         | ダニエル・ブレント 代理                  | バージニア州         |               | 1825年3月4日   | 1825年3月7日                    | ジョン・クィンシー・アダムズ (民主共和党) |
| 9  | ヘンリー・クレイ                             | ヘンリー・クレイ                         | ケンタッキー州       |               | 1825年3月7日   | 1829年3月3日                    | ジョン・クィンシー・アダムズ (民主共和党) |
| —  | ジェームズ・モンロー                         | ジェイムズ・A・ハミルトン 代理           | ニューヨーク州       |               | 1829年3月4日   | 1829年3月27日                   | アンドリュー・ジャクソン (民主党)         |
| 10 | マーティン・ヴァン・ビューレン               | マーティン・V・ビューレン                | ニューヨーク州       |               | 1829年3月28日  | 1831年5月23日                   | アンドリュー・ジャクソン (民主党)         |
| 11 | エドワード・リヴィングストン                 | エドワード・リヴィングストン             | ルイジアナ州         |               | 1831年5月24日  | 1833年5月29日                   | アンドリュー・ジャクソン (民主党)         |
| 12 | ルイス・マクレーン                           | ルイス・マクレーン                       | デラウェア州         |               | 1833年5月29日  | 1834年6月30日                   | アンドリュー・ジャクソン (民主党)         |
| 13 | John Forsyth                                 | ジョン・フォーサイス                     | ジョージア州         |               | 1834年7月1日   | 1837年3月4日                    | アンドリュー・ジャクソン (民主党)         |
| 13 | John Forsyth                                 | ジョン・フォーサイス                     | ジョージア州         |               | 1837年3月4日   | 1841年3月3日                    | マーティン・ヴァン・ビューレン (民主党)   |
| —  | ジェームズ・モンロー                         | ジェイコブ・マーティン 代理              | コロンビア特別区     |               | 1841年3月4日   | 1841年3月5日                    | ウィリアム・ハリソン (ホイッグ党)         |
| 14 | ダニエル・ウェブスター                       | ダニエル・ウェブスター                   | マサチューセッツ州   |               | 1841年3月6日   | 1841年4月4日                    | ウィリアム・ハリソン (ホイッグ党)         |
| 14 | ダニエル・ウェブスター                       | ダニエル・ウェブスター                   | マサチューセッツ州   |               | 1841年4月4日   | 1843年5月8日                    | ジョン・テイラー (ホイッグ党)             |
| —  |                                              | ヒュー・S・レグリー 代理                 | サウスカロライナ州   |               | 1843年5月9日   | 1843年6月20日                   | ジョン・テイラー (ホイッグ党)             |
| —  | ジェームズ・モンロー                         | ウィリアム・S・デリック 代理             | ペンシルベニア州     |               | 1843年6月21日  | 1843年6月23日                   | ジョン・テイラー (ホイッグ党)             |
| 15 | エイベル・アップシャー                       | エイベル・アップシャー                   | バージニア州         |               | 1843年6月24日  | 1843年7月23日 [D]               | ジョン・テイラー (ホイッグ党)             |
| 15 | エイベル・アップシャー                       | エイベル・アップシャー                   | バージニア州         |               | 1843年7月24日  | 1844年2月28日                   | ジョン・テイラー (ホイッグ党)             |
| —  | ジョン・ネルソン                             | ジョン・ネルソン[C] 代理                 | メリーランド州       |               | 1844年2月29日  | 1844年3月31日                   | ジョン・テイラー (ホイッグ党)             |
| 16 | ジョン・カルフーン                           | ジョン・カルフーン                       | サウスカロライナ州   |               | 1844年4月1日   | 1845年3月10日 [E]               | ジョン・テイラー (ホイッグ党)             |
| 17 | ジェームズ・ブキャナン                       | ジェームズ・ブキャナン                   | ペンシルベニア州     |               | 1845年3月10日  | 1849年3月7日 [E]                | ジェームズ・ポーク[E] (民主党)            |
| 18 | ジョン・ミドルトン・クレイトン               | ジョン・M・クレイトン                    | デラウェア州         |               | 1849年3月8日   | 1850年7月9日                    | ザカリー・テイラー (ホイッグ党)           |
| 18 | ジョン・ミドルトン・クレイトン               | ジョン・M・クレイトン                    | デラウェア州         |               | 1850年7月9日   | 1850年7月22日                   | ミラード・フィルモア (ホイッグ党)         |
| 19 | ダニエル・ウェブスター                       | ダニエル・ウェブスター                   | マサチューセッツ州   |               | 1850年7月23日  | 1852年10月24日                  | ミラード・フィルモア (ホイッグ党)         |
| —  |                                              | チャールズ・M・コンラッド[B] 代理        | ルイジアナ州         |               | 1852年10月25日 | 1852年11月5日                   | ミラード・フィルモア (ホイッグ党)         |
| 20 | エドワード・エヴァレット                     | エドワード・エヴァレット                 | マサチューセッツ州   |               | 1852年11月6日  | 1853年3月3日                    | ミラード・フィルモア (ホイッグ党)         |
| —  |                                              | ウィリアム・ハンター[F] 代理             | ロードアイランド州   |               | 1853年3月4日   | 1853年3月7日                    | フランクリン・ピアース (民主党)           |
| 21 | ウィリアム・マーシー                         | ウィリアム・マーシー                     | ニューヨーク州       |               | 1853年3月7日   | 1857年3月6日 [E]                | フランクリン・ピアース (民主党)           |
| 22 | ルイス・カス                                 | ルイス・カス                             | ミシガン州           |               | 1857年3月6日   | 1860年12月14日                  | ジェームズ・ブキャナン (民主党)           |
| —  |                                              | ウィリアム・ハンター[F] 代理             | ロードアイランド州   |               | 1860年12月15日 | 1860年12月16日                  | ジェームズ・ブキャナン (民主党)           |
| 23 | ジェレマイア・ブラック                       | ジェレマイア・ブラック                   | ペンシルベニア州     |               | 1860年12月17日 | 1861年3月5日 [E]                | ジェームズ・ブキャナン (民主党)           |
| 24 | ウィリアム・スワード                         | ウィリアム・スワード                     | ニューヨーク州       |               | 1861年3月5日   | 1865年4月15日                   | エイブラハム・リンカーン (共和党)         |
| 24 | ウィリアム・スワード                         | ウィリアム・スワード                     | ニューヨーク州       |               | 1865年4月15日  | 1869年3月4日                    | アンドリュー・ジョンソン (民主党)         |
| 25 | エリフー・B・ウォッシュバーン                | エリフー・B・ウォッシュバーン            | イリノイ州           |               | 1869年3月5日   | 1869年3月16日                   | ユリシーズ・グラント (共和党)             |
| 26 | ハミルトン・フィッシュ                       | ハミルトン・フィッシュ                   | ニューヨーク州       |               | 1869年3月17日  | 1877年3月4日                    | ユリシーズ・グラント (共和党)             |
| 26 | ハミルトン・フィッシュ                       | ハミルトン・フィッシュ                   | ニューヨーク州       |               | 1877年3月4日   | 1877年3月12日 [E]               | ラザフォード・ヘイズ[E] (共和党)          |
| 27 | ウィリアム・マクスウェル・エヴァーツ         | ウィリアム・M・エヴァーツ                | ニューヨーク州       |               | 1877年3月12日  | 1881年3月7日                    | ラザフォード・ヘイズ[E] (共和党)          |
| 28 | ジェイムズ・G・ブレイン                      | ジェイムズ・G・ブレイン                  | メイン州             |               | 1881年3月7日   | 1881年9月19日                   | ジェームズ・ガーフィールド (共和党)       |
| 28 | ジェイムズ・G・ブレイン                      | ジェイムズ・G・ブレイン                  | メイン州             |               | 1881年9月19日  | 1881年12月19日                  | チェスター・A・アーサー (共和党)          |
| 29 | フレデリック・セオドア・フリーリングハイゼン | フレデリック・T・フリーリングハイゼン    | ニュージャージー州   |               | 1881年12月19日 | 1885年3月6日 [E]                | チェスター・A・アーサー (共和党)          |
| 30 | トーマス・F・バヤード                        | トーマス・F・バヤード                    | デラウェア州         |               | 1885年3月7日   | 1889年3月6日                    | グロバー・クリーブランド[E] (民主党)      |
| 31 | ジェイムズ・G・ブレイン                      | ジェイムズ・G・ブレイン                  | メイン州             |               | 1889年3月7日   | 1892年6月4日                    | ベンジャミン・ハリソン (共和党)           |
| —  |                                              | ウィリアム・ウォートン[G] 代理           | マサチューセッツ州   |               | 1892年6月4日   | 1892年6月29日                   | ベンジャミン・ハリソン (共和党)           |
| 32 | ジョン・W・フォスター                        | ジョン・W・フォスター                    | インディアナ州       |               | 1892年6月29日  | 1893年2月23日                   | ベンジャミン・ハリソン (共和党)           |
| —  |                                              | ウィリアム・ウォートン[G] 代理           | マサチューセッツ州   |               | 1893年2月24日  | 1893年3月6日                    | ベンジャミン・ハリソン (共和党)           |
| —  | グロバー・クリーブランド (民主党)            | ウィリアム・ウォートン[G] 代理           | マサチューセッツ州   |               | 1893年2月24日  | 1893年3月6日                    |                                           |
| 33 | ウォルター・グレシャム                       | ウォルター・グレシャム                   | イリノイ州           |               | 1893年3月7日   | 1895年5月28日                   |                                           |
| –  | エドウィン・ウール                           | エドウィン・ウール[G] 代理               | ミシガン州           |               | 1895年5月28日  | 1895年6月9日                    |                                           |
| 34 | リチャード・オルニー                         | リチャード・オルニー                     | マサチューセッツ州   |               | 1895年6月10日  | 1897年3月5日 [E]                |                                           |
| 35 | ジョン・シャーマン                           | ジョン・シャーマン                       | オハイオ州           |               | 1897年3月6日   | 1898年4月27日                   | ウィリアム・マッキンリー (共和党)         |
| 36 | ウィリアム・デイ                             | ウィリアム・デイ                         | オハイオ州           |               | 1898年4月28日  | 1898年9月16日                   | ウィリアム・マッキンリー (共和党)         |
| —  |                                              | アルヴィー・エイディー[H] 代理           | ニューヨーク州       |               | 1898年9月17日  | 1898年9月29日                   | ウィリアム・マッキンリー (共和党)         |
| 37 |                                              | ジョン・ヘイ                             | コロンビア特別区     |               | 1898年9月30日  | 1901年9月14日                   | ウィリアム・マッキンリー (共和党)         |
| 37 |                                              | ジョン・ヘイ                             | コロンビア特別区     | 1901年9月14日 | 1905年7月1日   | セオドア・ルーズベルト (共和党) |                                           |
| —  |                                              | フランシス・ルーミス[G] 代理             | オハイオ州           |               | 1905年7月1日   | セオドア・ルーズベルト (共和党) | 1905年7月18日                             |
| 38 | エリフ・ルート                               | エリフ・ルート                           | ニューヨーク州       |               | 1905年7月19日  | セオドア・ルーズベルト (共和党) | 1909年1月27日                             |
| 39 | ロバート・ベーコン                           | ロバート・ベーコン                       | ニューヨーク州       |               | 1909年1月27日  | セオドア・ルーズベルト (共和党) | 1909年3月5日 [E]                          |
| 40 | フィレンダー・C・ノックス                    | フィレンダー・C・ノックス                | ペンシルベニア州     |               | 1909年3月6日   | 1913年3月5日                    | ウィリアム・タフト[E] (共和党)            |
| 41 | ウィリアム・ジェニングス・ブライアン         | ウィリアム・J・ブライアン                | ネブラスカ州         |               | 1913年3月5日   | 1915年6月9日                    | ウッドロウ・ウィルソン (民主党)           |
| 42 | ロバート・ランシング                         | ロバート・ランシング                     | ニューヨーク州       |               | 1915年6月9日   | 1915年6月23日                   | ウッドロウ・ウィルソン (民主党)           |
| 42 | ロバート・ランシング                         | ロバート・ランシング                     | ニューヨーク州       |               | 1915年6月24日  | 1920年2月13日                   | ウッドロウ・ウィルソン (民主党)           |
| —  | フランク・ライアン・ポーク                   | フランク・ライアン・ポーク[I] 代理       | ニューヨーク州       |               | 1920年2月14日  | 1920年3月12日                   | ウッドロウ・ウィルソン (民主党)           |
| 43 | ベインブリッジ・コルビー                     | ベインブリッジ・コルビー                 | ニューヨーク州       |               | 1920年3月23日  | 1921年3月4日                    | ウッドロウ・ウィルソン (民主党)           |
| 44 | チャールズ・エヴァンズ・ヒューズ             | チャールズ・E・ヒューズ                  | ニューヨーク州       |               | 1921年3月5日   | 1923年8月2日                    | ウォレン・ハーディング (共和党)           |
| 44 | チャールズ・エヴァンズ・ヒューズ             | チャールズ・E・ヒューズ                  | ニューヨーク州       |               | 1923年8月2日   | 1925年3月4日                    | カルビン・クーリッジ (共和党)             |
| 45 | フランク・ケロッグ                           | フランク・ケロッグ                       | ミネソタ州           |               | 1925年3月5日   | 1929年3月4日                    | カルビン・クーリッジ (共和党)             |
| 45 | フランク・ケロッグ                           | フランク・ケロッグ                       | ミネソタ州           |               | 1929年3月4日   | 1929年3月28日                   | ハーバート・フーヴァー (共和党)           |
| 46 | ヘンリー・スティムソン                       | ヘンリー・スティムソン                   | ニューヨーク州       |               | 1929年3月28日  | 1933年3月4日                    | ハーバート・フーヴァー (共和党)           |
| 47 | コーデル・ハル                               | コーデル・ハル                           | テネシー州           |               | 1933年3月4日   | 1944年11月30日                  | フランクリン・ルーズベルト (民主党)       |
| 48 | エドワード・ステティニアス                   | エドワード・ステティニアス               | バージニア州         |               | 1944年12月1日  | 1945年4月12日                   | フランクリン・ルーズベルト (民主党)       |
| 48 | エドワード・ステティニアス                   | エドワード・ステティニアス               | バージニア州         |               | 1945年4月12日  | 1945年6月27日                   | ハリー・S・トルーマン (民主党)            |
| —  |                                              | ジョセフ・グルー[I] 代理                 | ニューハンプシャー州 |               | 1945年6月28日  | 1945年7月3日                    | ハリー・S・トルーマン (民主党)            |
| 49 | ジェームズ・F・バーンズ                      | ジェームズ・F・バーンズ                  | サウスカロライナ州   |               | 1945年7月3日   | 1947年1月21日                   | ハリー・S・トルーマン (民主党)            |
| 50 | ジョージ・マーシャル                         | ジョージ・マーシャル                     | ペンシルベニア州     |               | 1947年1月21日  | 1949年1月20日                   | ハリー・S・トルーマン (民主党)            |
| 51 | ディーン・アチソン                           | ディーン・アチソン                       | メリーランド州       |               | 1949年1月21日  | 1953年1月20日                   | ハリー・S・トルーマン (民主党)            |
| —  |                                              | ハリソン・フリーマン・マシューズ[I] 代理 | メリーランド州       |               | 1953年1月20日  | 1953年1月21日                   | ドワイト・D・アイゼンハワー (共和党)      |
| 52 | ジョン・フォスター・ダレス                   | ジョン・フォスター・ダレス               | ニューヨーク州       |               | 1953年1月21日  | 1959年4月22日                   | ドワイト・D・アイゼンハワー (共和党)      |
| 53 | クリスティアン・アーチボルド・ハーター       | クリスティアン・A・ハーター              | マサチューセッツ州   |               | 1959年4月22日  | 1961年1月20日                   | ドワイト・D・アイゼンハワー (共和党)      |
| —  |                                              | リヴィングストン・T・マーチャント 代理   | コロンビア特別区     |               | 1961年1月20日  | 1961年1月21日                   | ジョン・F・ケネディ (民主党)              |
| 54 | ディーン・ラスク                             | ディーン・ラスク                         | ニューヨーク州       |               | 1961年1月21日  | 1963年11月22日                  | ジョン・F・ケネディ (民主党)              |
| 54 | ディーン・ラスク                             | ディーン・ラスク                         | ニューヨーク州       |               | 1963年11月22日 | 1969年1月20日                   | リンドン・ジョンソン (民主党)             |
| —  |                                              | チャールズ・E・ボーレン 代理             | コロンビア特別区     |               | 1969年1月20日  | 1969年1月22日                   | リチャード・ニクソン (共和党)             |
| 55 | ウィリアム・P・ロジャーズ                    | ウィリアム・P・ロジャーズ                | メリーランド州       |               | 1969年1月22日  | 1973年9月3日                    | リチャード・ニクソン (共和党)             |
| —  |                                              | ケネス・ラッシュ 代理                    | フロリダ州           |               | 1973年9月3日   | 1973年9月22日                   | リチャード・ニクソン (共和党)             |
| 56 | ヘンリー・キッシンジャー                     | ヘンリー・キッシンジャー                 | コロンビア特別区     | 78–7          | 1973年9月22日  | 1974年8月9日                    | リチャード・ニクソン (共和党)             |
| 56 | ヘンリー・キッシンジャー                     | ヘンリー・キッシンジャー                 | コロンビア特別区     |               | 1974年8月9日   | 1977年1月20日                   | ジェラルド・フォード (共和党)             |
| —  |                                              | フィリップ・チャールズ・ハビブ 代理      | カリフォルニア州     |               | 1977年1月20日  | 1977年1月23日                   | ジミー・カーター (民主党)                 |
| 57 | サイラス・ヴァンス                           | サイラス・ヴァンス                       | ニューヨーク州       | 発声採決      | 1977年1月23日  | 1980年4月28日                   | ジミー・カーター (民主党)                 |
| —  |                                              | ウォーレン・クリストファー[K] 代理       | カリフォルニア州     |               | 1980年4月28日  | 1980年5月2日                    | ジミー・カーター (民主党)                 |
| —  |                                              | デイヴィッド・D・ニューサム[L] 代理      |                      |               | 1980年5月2日   | 1980年5月3日                    | ジミー・カーター (民主党)                 |
| —  |                                              |                                          |                      |               | 1980年5月3日   | 1980年5月3日                    | ジミー・カーター (民主党)                 |
| —  |                                              | デイヴィッド・D・ニューサム[L] 代理      |                      |               | 1980年5月3日   | 1980年5月4日                    | ジミー・カーター (民主党)                 |
| —  |                                              | ウォレン・クリストファー[K] 代理         | カリフォルニア州     |               | 1980年5月4日   | 1980年5月8日                    | ジミー・カーター (民主党)                 |
| 58 | エドマンド・マスキー                         | エドマンド・マスキー                     | メイン州             | 94–2          | 1980年5月8日   | 1981年1月20日                   | ジミー・カーター (民主党)                 |
| 59 | アレクサンダー・ヘイグ                       | アレクサンダー・ヘイグ                   | コネチカット州       | 93–6          | 1981年1月22日  | 1982年7月5日                    | ロナルド・レーガン (共和党)               |
| —  | ウォルター・ジョン・ストーセル               | ウォルター・ジョン・ストーセル[K] 代理   | カリフォルニア州     |               | 1982年7月5日   | 1982年7月16日                   | ロナルド・レーガン (共和党)               |
| 60 | ジョージ・シュルツ                           | ジョージ・シュルツ                       | カリフォルニア州     | 97–0          | 1982年7月16日  | 1989年1月20日                   | ロナルド・レーガン (共和党)               |
| —  | マイケル・アマコスト                         | マイケル・アマコスト[L] 代理             | メリーランド州       |               | 1989年1月20日  | 1989年1月25日                   | ジョージ・H・W・ブッシュ (共和党)         |
| 61 | ジェイムズ・ベイカー                         | ジェイムズ・ベイカー                     | テキサス州           | 99–0          | 1989年1月25日  | 1992年8月23日                   | ジョージ・H・W・ブッシュ (共和党)         |
| 62 | ローレンス・イーグルバーガー                 | ローレンス・イーグルバーガー             | フロリダ州           |               | 1992年8月23日  | 1992年12月8日 [K]               | ジョージ・H・W・ブッシュ (共和党)         |
| 62 | ローレンス・イーグルバーガー                 | ローレンス・イーグルバーガー             | フロリダ州           | 休会任命      | 1992年12月8日  | 1993年1月20日                   | ジョージ・H・W・ブッシュ (共和党)         |
| —  | ジェームズ・モンロー                         | アーノルド・カンター[L] 代理             | バージニア州         |               | 1993年1月20日  | 1993年1月20日                   | ビル・クリントン (民主党)                 |
| —  |                                              | フランク・ジョージ・ウィズナー[N] 代理   | コロンビア特別区     |               | 1993年1月20日  | 1993年1月20日                   | ビル・クリントン (民主党)                 |
| 63 |                                              | ウォーレン・クリストファー               | カリフォルニア州     | 発声採決      | 1993年1月20日  | 1997年1月17日                   | ビル・クリントン (民主党)                 |
| 64 | マデレーン・オルブライト                     | マデレーン・オルブライト                 | コロンビア特別区     | 99–0          | 1997年1月23日  | 2001年1月20日                   | ビル・クリントン (民主党)                 |
| 65 | コリン・パウエル                             | コリン・パウエル                         | バージニア州         | 発声採決      | 2001年1月20日  | 2005年1月26日                   | ジョージ・W・ブッシュ (共和党)            |
| 66 | コンドリーザ・ライス                         | コンドリーザ・ライス                     | カリフォルニア州     | 85–13         | 2005年1月26日  | 2009年1月20日                   | ジョージ・W・ブッシュ (共和党)            |
| —  |                                              | ウィリアム・ジョセフ・バーンズ[L] 代理   | コロンビア特別区     |               | 2009年1月20日  | 2009年1月21日                   | バラク・オバマ (民主党)                   |
| 67 |                                              | ヒラリー・クリントン                     | ニューヨーク州       | 94–2          | 2009年1月21日  | 2013年2月1日                    | バラク・オバマ (民主党)                   |
| 68 |                                              | ジョン・ケリー                           | マサチューセッツ州   | 94–3          | 2013年2月1日   | 2017年1月20日                   | バラク・オバマ (民主党)                   |
| —  | トーマス・シャノン                           | トーマス・シャノン[L] 代理               | ミネソタ州           |               | 2017年1月20日  | 2017年2月1日                    | ドナルド・トランプ (共和党)               |
| 69 | レックス・ティラーソン                       | レックス・ティラーソン                   | テキサス州           | 55–43         | 2017年2月1日   | 2018年3月31日                   | ドナルド・トランプ (共和党)               |
| —  | ジョン・J・サリバン                          | ジョン・J・サリバン[K] 代理              | マサチューセッツ州   |               | 2018年4月1日   | 2018年4月26日                   | ドナルド・トランプ (共和党)               |
| 70 |                                              | マイク・ポンペオ                         | カンザス州           | 57–42         | 2018年4月26日  | 2021年1月20日                   | ドナルド・トランプ (共和党)               |
| —  |                                              | ダニエル・ベネット・スミス 代理          | バージニア州         |               | 2021年1月20日  | 2021年1月26日                   | ジョー・バイデン (民主党)                 |
| 71 |                                              | アントニー・ブリンケン                   | ニューヨーク州       | 78–22         | 2021年1月26日  | 2025年1月20日                   | ジョー・バイデン (民主党)                 |
| 72 |                                              | マルコ・ルビオ                           | フロリダ州           | 99–0          | 2025年1月21日  | （現職）                        | ドナルド・トランプ (共和党)               |

### アメリカ合衆国国務長官代理
アメリカ合衆国国務長官に限らずアメリカ合衆国上院における新閣僚の承認の手続きには、公聴会・委員会採決・本会議採決などに少なくとも数日から1週間の期間を要する。アメリカ合衆国大統領選挙後の新政権発足時には通常新大統領が全ての閣僚を新たに指名するので、アメリカ合衆国上院はその承認手続きで大忙しとなる。このため新大統領の就任までに新しいアメリカ合衆国国務長官の承認が間に合わず、アメリカ合衆国国務長官が短期間不在になることが多い。こうした事態を極力避けるため、今日では次期大統領が就任前にあらかじめ新閣僚の指名を行い、アメリカ合衆国上院はそれに基づいて承認手続きをかなり早い時点で開始することが通例となっている。
またアメリカ合衆国国務長官が死去したり職務不能になった場合や（ただしこれまでにそうした例はない）、アメリカ合衆国国務長官が他のポストに転出したり、やむなき理由により直ちに辞任した場合にもアメリカ合衆国国務長官が一時的に不在になることがある。こうした場合はアメリカ合衆国大統領が指名した後任の者をアメリカ合衆国上院が承認するまでの間、他の公職にある者がアメリカ合衆国国務長官の職務を兼任というかたちで代理する。今日ではアメリカ合衆国国務省の次官級の役職にある者がこの代理務めることが多いが、かつては他の省庁の長官や最高裁判所長官などがこれを兼任することもあった。
以下表中の「代」は代理者が引き継いだアメリカ合衆国国務長官の歴代数に対応する。同じ数字が続くところは代理が代理を引き継いでいるためである。「本官」は代理者の本来の公職。
| 代 | 国務長官代理                    | 在任期間       | 在任期間       | 本官                         |
| 代 | 国務長官代理                    | 兼任           | 退任           | 本官                         |
| -- | ------------------------------- | -------------- | -------------- | ---------------------------- |
| 2  | ティモシー・ピカリング          | 1795年8月20日  | 1795年12月9日  | 陸軍長官                     |
| 3  | チャールズ・リー                | 1800年5月13日  | 1800年6月5日   | 司法長官                     |
| 4  | ジョン・マーシャル              | 1801年2月4日   | 1801年3月4日   | 最高裁判所長官               |
| 4  | リーヴァイ・リンカーン          | 1801年3月5日   | 1801年5月1日   | 司法長官                     |
| 7  | ジェームズ・モンロー            | 1814年10月1日  | 1815年2月28日  | 陸軍長官                     |
| 7  | ジョン・グラハム                | 1817年3月4日   | 1817年3月9日   | 国務省首席事務官             |
| 7  | リチャード・ラッシュ            | 1817年3月10日  | 1817年9月22日  | 司法長官                     |
| 8  | ダニエル・ブレント              | 1825年3月4日   | 1825年3月7日   | 国務省首席事務官             |
| 9  | ジェイムズ・ハミルトン          | 1829年3月4日   | 1829年3月27日  | （民間人）                   |
| 13 | ジェイコブ・マーティン          | 1841年3月4日   | 1841年3月5日   | 国務省首席事務官             |
| 14 | ヒュー・レグリー                | 1843年5月9日   | 1843年6月20日  | 司法長官                     |
| 14 | ウィリアム・デリック            | 1843年6月21日  | 1843年6月23日  | 国務省首席事務官             |
| 14 | エイベル・アップシャー          | 1843年6月24日  | 1843年7月23日  | 海軍長官                     |
| 15 | ジョン・ネルソン                | 1844年2月29日  | 1844年3月31日  | 司法長官                     |
| 19 | チャールズ・コンラッド          | 1852年10月25日 | 1852年11月5日  | 陸軍長官                     |
| 20 | ウィリアム・ハンター            | 1853年3月4日   | 1853年3月7日   | 国務省首席事務官             |
| 22 | ウィリアム・ハンター            | 1860年12月15日 | 1860年12月16日 | 国務省首席事務官             |
| 31 | ウィリアム・ウォートン          | 1892年6月4日   | 1892年6月29日  | 国務次官補                   |
| 32 | ウィリアム・ウォートン          | 1893年2月24日  | 1893年3月6日   | 国務次官補                   |
| 33 | エドウィン・ウール              | 1895年5月28日  | 1895年6月9日   | 国務次官補                   |
| 36 | アルヴィー・エイディー          | 1898年9月17日  | 1898年9月29日  | 第二国務次官補               |
| 37 | フランシス・ルーミス            | 1905年7月1日   | 1905年7月18日  | 国務次官補                   |
| 41 | ロバート・ランシング            | 1915年6月9日   | 1915年6月23日  | 国務省参事官                 |
| 42 | フランク・ポーク                | 1920年2月14日  | 1920年3月12日  | 国務次官                     |
| 48 | ジョーゼフ・グルー              | 1945年6月28日  | 1945年7月3日   | 国務次官                     |
| 51 | フリーマン・マシューズ          | 1953年1月20日  | 1953年1月21日  | 国務副次官                   |
| 53 | リヴィングストン・マーチャント  | 1961年1月20日  | 1961年1月21日  | 国務次官（政治担当）         |
| 54 | チャールズ・E・ボーレン         | 1969年1月20日  | 1969年1月22日  | 国務副次官（政治担当）       |
| 55 | ケネス・ラッシュ                | 1973年9月3日   | 1973年9月22日  | 国務副長官                   |
| 56 | フィリップ・ハビブ              | 1977年1月20日  | 1977年1月23日  | 国務次官（政治担当）         |
| 57 | ウォレン・クリストファー        | 1980年4月28日  | 1980年5月2日   | 国務副長官                   |
| 57 | デイヴィッド・D・ニューサム     | 1980年5月2日   | 1980年5月3日   | 国務次官（政治担当）         |
| 57 | リチャード・クーパー            | 1980年5月3日   | 1980年5月3日   | 国務次官（経済担当）         |
| 57 | ディヴィッド・ニューサム        | 1980年5月3日   | 1980年5月4日   | 国務次官（政治担当）         |
| 57 | ウォレン・クリストファー        | 1980年5月4日   | 1980年5月8日   | 国務副長官                   |
| 59 | ウォルター・ストーセル          | 1982年7月5日   | 1982年7月16日  | 国務副長官                   |
| 60 | マイケル・アマコスト            | 1989年1月20日  | 1989年1月25日  | 国務次官（政治担当）         |
| 61 | ローレンス・イーグルバーガー    | 1992年8月23日  | 1992年12月8日  | 国務副長官                   |
| 62 | アーノルド・カンター            | 1993年1月20日  | 1993年1月20日  | 国務次官（政治担当）         |
| 62 | フランク・ウィズナー            | 1993年1月20日  | 1993年1月20日  | 国務次官（国際安全保障担当） |
| 66 | ウィリアム・バーンズ            | 2009年1月20日  | 2009年1月21日  | 国務次官（政治担当）         |
| 67 | トーマス・A・シャノン・ジュニア | 2017年1月20日  | 2017年2月1日   | 国務次官（政治担当）         |
| 69 | ジョン・J・サリバン             | 2018年4月1日   | 2018年4月26日  | 国務副長官                   |
| 70 | ダニエル・ベネット・スミス      | 2021年1月20日  | 2021年1月26日  | アメリカ外交官養成局長       |
| 71 | リサ・D・ケナ                   | 2025年1月20日  | 2025年1月21日  | 情報調査局主席次官補         |